# Allogalumna gedaii
Allogalumna gedaii är en kvalsterart som beskrevs av Sandór Mahunka 1995. Allogalumna gedaii ingår i släktet Allogalumna och familjen Galumnidae. Inga underarter finns listade i Catalogue of Life.